# Донбасс-Украина (батальон)
46-й отдельный батальон специального назначения «Донбасс — Украина» (укр. 46 окремий батальйон спеціального призначення «Донбас-Україна») — отдельный батальон вооружённых сил Украины.

## История
Батальон «Донбасс-Украина» был создан 17 января 2015 года по инициативе офицеров батальона Национальной Гвардии Украины «Донбасс».
Главным инициатором создания батальона «Донбасс-Украина» стал бывший начальник штаба батальона «Донбасс» — Вячеслав Власенко (Филин). По его инициативе, был создан запрос в Министерство Обороны Украины для разрешение организовать батальон сухопутных войск на базе Вооруженных Сил Украины.
В феврале 2015 года в Днепропетровской области началось формирование батальона. Штаб командования и первые прибывшие разместились на базе 74-й бригады. Позже, после начала четвёртой волны мобилизации, батальон получил своё место для формирования — недалеко от села Орловщина в Днепропетровской области, недалеко от общевойскового полигона.
К 11 марта 2015 года на полигоне были установлены первые строения палаточного городка.
В мае 2015 года батальон был сформирован на 65 процентов. Были сформированы несколько рот, штаб батальона, медицинская часть. Общее количество строений полевого лагеря увеличилось от 4х в марте до 29 в мае 2015 года.
20 июня 2015 на вооружение батальона поступили танки, ранее находившиеся на складах длительного хранения министерства обороны Украины (в дальнейшем, из полученных танков Т-72 в составе батальона была сформирована танковая рота).
28 июня 2015 года личный состав батальона принёс присягу.
7 августа 2015 года формирование батальона было завершено.
В соответствии с указом президента Украины П. А. Порошенко № 44 от 11 февраля 2016 года оказание шефской помощи батальону было поручено Бердянской районной государственной администрации.
До конца 2016 года батальон был укомплектован автомашинами ЗиЛ, КамАЗ, МАЗ и КрАЗ-255Б советского производства, в конце 2016 года батальон получил четыре КрАЗ-5233.

### Особенности
Командование батальона сделало ставку не на призывников, а на добровольцев. Потому, батальон «Донбасс-Украина» может в полной мере считаться добровольческим батальоном, сформированным на базе Вооруженных Сил Украины. Своё решение командование объясняло тем, что добровольцы куда более мотивированы, чем призывники.
Боевым костяком батальона стали ветераны батальона «Донбасс» Национальной Гвардии Украины. Военные, проходящие обучение в батальоне «Донбасс», или принимавшие участие в летней и осенней кампаниях 2014 года на Украине.
Основой работы подразделения стал принцип «Ветераны обучают добровольцев». Ветераны получили возможность обучать вновь прибывших добровольцев военному делу, исходя из особенностей войны в Донбассе.

## Командование батальона
- Командир батальона: Щербаков Сергей Валерьевич
- Начальник штаба: Снегир Евгений Николаевич